# Карсаковка
Карсако́вка (каз. Қарсақ) — село у складі Айиртауського району Північноказахстанської області Казахстану. Входить до складу Гусаковського сільського округу.
Населення — 101 особа (2021; 186 у 2009, 229 у 1999, 283 у 1989).
Національний склад станом на 1989 рік:
- росіяни — 50 %.

Колишня назва — Корсаковка.